# Styrnäs socken
Styrnäs socken (ångermanländska [²ɧøː¹n̠ɛːs̪, ²ɧø̞ːn̠e̞s̪, ²ɧœː¹n̠ɛːs̪], regional rikssvenska [²s̪t̪yːn̠ɛːs̪]) i Ångermanland ingår sedan 1974 i Kramfors kommun och motsvarar från 2016 Styrnäs distrikt.
Socknens areal är 150,50 kvadratkilometer, varav 139,10 land. År 2000 fanns här 449 invånare. Kyrkbyn Styrnäs med sockenkyrkan Styrnäs kyrka ligger i socknen. 

## Administrativ historik
Styrnäs socken har medeltida ursprung.
Vid kommunreformen 1862 övergick socknens ansvar för de kyrkliga frågorna till Styrnäs församling och för de borgerliga frågorna bildades Styrnäs landskommun. Landskommunen inkorporerades 1952 i Boteå landskommun som upplöstes 1974, då denna del uppgick i Kramfors kommun.
1 januari 2016 inrättades distriktet Styrnäs, med samma omfattning som församlingen hade 1999/2000.  
Socknen har tillhört fögderier, tingslag och domsagor enligt vad som beskrivs i artikeln Ångermanland.  De indelta båtsmännen tillhörde Andra Norrlands förstadels båtsmanskompani.

## Geografi
Styrnäs socken ligger på Ångermanälvens östra sida kring Dämstasjön. Socknen har odlingsbygd vid vattendragen och sjöarna och är i övrigt en starkt kuperad sjörik skogsbygd med höjder som når 428 meter över havet.
Socknen genomkorsas av länsväg 334, som löper längs Ångermanälvens östra sida. Socknen genomkorsas även av den nya Botniabanan, som har driftplatsen Solum.

## Geografisk avgränsning
Sockenkyrkan ligger i socknens västligaste delar invid älven strax nordväst om Åskottsberget. Drygt en kilometer söder om kyrkan ligger byn Utnäs med gammal färjeförbindelse över älven till Prästmon. Cirka 3 km söder om Styrnäs kyrka ligger Fröks gård och strax söder om denna ligger Fröksmon, som genomkorsas av länsväg 334. Här ligger även byn Lo, som genomflyts av Loån, som avvattnar Dämstasjön till Ångermanälven. Bebyggelsen närmast älven heter Loön och på Logrundet ute i älven ligger "tresockenmötet" Styrnäs-Ytterlännäs-Torsåker.
I Ångermanälvens mittfåra från Logrundet och uppströms går gränsen mot Torsåkers socken. Från Logrundet mot sydost gränsar Styrnäs socken på en sträcka av cirka 2 km mot Ytterlännäs socken. Mitt på Hammarsön (som numera är en del av fastlandet norr om Sandslån) ligger "tresockenmötet" Styrnäs-Ytterlännäs-Bjärtrå. Härifrån gränsar socknen, på en sträcka av cirka 10 km till Björnsjökullen, mot Bjärtrå socken. På Björnsjökullen ligger "tresockenmötet" Styrnäs-Bjärtrå-Ullånger.
I den ovan avgränsade sydvästra delen av Styrnäs socken ligger Dämstasjön. Runt sjön ligger byarna Dämsta, Sjö, Viätt samt Myckelby. Strax norr om Myckelby ligger en hembygdsgård. Viättån rinner in i Dämstasjön från norr. Sjön avvattnas av Loån (se ovan).
I sydost, vid gränsen mot Ullångers socken ligger Idsjön (166 m ö.h.) samt byn med samma namn. Här ligger även berget Idsjökullen samt Idsjötjärnen. Idsjöbäcken avvattnar till Hundsjön.
Från "tresockenmötet" på Björnsjökullen gränsar socknen i öster mot Ullångers socken till "tresockenmötet" Styrnäs-Ullånger-Vibyggerå väster om Gålsjön (262 m ö.h.). I nordost gränsar Styrnäs mot Vibyggerå socken på en sträcka av cirka 10 km till en punkt ungefär mitt i östra delen av sjön Stor-Degersjön (242 m ö.h.). Här ligger ett "tresockenmöte" mellan Styrnäs, Vibyggerå och Sidensjö socken. Den senare ligger i Örnsköldsviks kommun. Gränsen mellan Styrnäs och Sidensjö är cirka 3 km lång och går helt i Stor-Degersjöns vatten. Strax söder om Äggholmarna ligger "tresockenmötet" Styrnäs-Sidensjö-Boteå. Från denna punkt och hela vägen till Ångermanälven gränsar Styrnäs socken mot Boteå socken, Sollefteå kommun i norr. Den nyss nämnda punkten utgör således även "trekommunmöte" Kramfors-Örnsköldsviks-Sollefteå kommuner.
I socknens nordöstra och norra del ligger bland annat bergen Storhöjden, Flygarberget, Undromshöjden (431 m ö.h.) samt Brattfarhöjden. I området ligger även byn Fålasjö samt en del fäbodar.
I nordväst vid Ångermanälven och cirka 2 km norr om Styrnäs kyrka ligger byarna Djuped och Solum, vilka båda i öster passeras av Botniabanan. Här mynnar också Högforsån. Mitt i älven strax nordväst om Djuped ligger "tresockenmötet" Styrnäs-Boteå-Torsåker.

## Fornlämningar
Inom Styrnäs socken har man funnit cirka 90 fornlämningar. Bland dessa finns omkring 15 rösegravar. Dessa ligger på bronsålderns strandnivå. Från järnåldern finns omkring 70 gravhögar, delvis i gravfält. I Djuped har man avlägsnat en gravhög (i samband med byggandet av Botniabanan) och i den hittades omfattande fynd från vikingatiden. Det var en kvinnograv. Där hittades även en silverskatt från samma tid.

## Namnet
Namnet (1344 Styranes) kommer från kyrkbyn, där efterleden näs syftar på näset i Ångermanälven där kyrkan ligger. Förleden har föreslagits innehålla Stjor, 'den starka, den ståtliga' kanske med syftning på älven.
Före 30 november 1883 skrevs namnet även Skjörnäs socken, en stavning som också överensstämde det ångermanländska uttalet av namnet. Kungl. Maj:t ändrade sockennamnet till det nuvarande.

## Befolkningsutveckling
| Befolkningsutvecklingen i Styrnäs socken 1750–1990                                                       | Befolkningsutvecklingen i Styrnäs socken 1750–1990 | Befolkningsutvecklingen i Styrnäs socken 1750–1990 | Befolkningsutvecklingen i Styrnäs socken 1750–1990 | Befolkningsutvecklingen i Styrnäs socken 1750–1990 |
| --- | -------------------------------------------------- | -------------------------------------------------- | -------------------------------------------------- | -------------------------------------------------- |
| |                                                    |                                                    |                                                    |                                                    |
| År |                                                    |                                                    | Folkmängd                                          |                                                    |
| 1750 | 1750                                               |                                                    | 366                                                |                                                    |
| 1760 | 1760                                               |                                                    | 413                                                |                                                    |
| 1769 | 1769                                               |                                                    | 507                                                |                                                    |
| 1780 | 1780                                               |                                                    | 515                                                |                                                    |
| 1800 | 1800                                               |                                                    | 589                                                |                                                    |
| 1810 | 1810                                               |                                                    | 639                                                |                                                    |
| 1820 | 1820                                               |                                                    | 605                                                |                                                    |
| 1830 | 1830                                               |                                                    | 660                                                |                                                    |
| 1840 | 1840                                               |                                                    | 663                                                |                                                    |
| 1850 | 1850                                               |                                                    | 849                                                |                                                    |
| 1860 | 1860                                               |                                                    | 930                                                |                                                    |
| 1870 | 1870                                               |                                                    | 1 025                                              |                                                    |
| 1880 | 1880                                               |                                                    | 1 229                                              |                                                    |
| 1890 | 1890                                               |                                                    | 1 427                                              |                                                    |
| 1900 | 1900                                               |                                                    | 1 536                                              |                                                    |
| 1910 | 1910                                               |                                                    | 1 649                                              |                                                    |
| 1920 | 1920                                               |                                                    | 1 567                                              |                                                    |
| 1930 | 1930                                               |                                                    | 1 366                                              |                                                    |
| 1940 | 1940                                               |                                                    | 1 250                                              |                                                    |
| 1950 | 1950                                               |                                                    | 1 085                                              |                                                    |
| 1960 | 1960                                               |                                                    | 915                                                |                                                    |
| 1970 | 1970                                               |                                                    | 693                                                |                                                    |
| 1980 | 1980                                               |                                                    | 571                                                |                                                    |
| 1990 | 1990                                               |                                                    | 514                                                |                                                    |
| Anm: Källor: Umeå universitet - Tabellverket 1749-1859, Demografiska databasen, CEDAR, Umeå universitet. |                                                    |                                                    |                                                    |                                                    |